# Serra de Mateus
La Serra de Mateus és una serra situada al municipi de Rupit i Pruit a la comarca d'Osona, amb una elevació màxima de 1.029 metres.